# Église catholique en Angleterre-et-Galles
Ne doit pas être confondu avec Église catholique au Royaume-Uni ou Église d'Angleterre.
L'Église catholique en Angleterre-et-Galles (Catholic Church in England and Wales en anglais et Ecclesia Catholica in Anglia et Cambria en latin), ou Église catholique en Galles-et-Angleterre (Eglwys Gatholig yng Nghymru a Lloegr en gallois), désigne l'organisme institutionnel et sa communauté locale ayant pour religion le catholicisme en Angleterre-et-Galles.
L'Église en Angleterre-et-Galles est organisée en cinq provinces ecclésiastiques qui ne sont pas soumises à une juridiction nationale au sein d'une église nationale mais sont soumises à la juridiction universelle du pape, évêque de Rome, au sein de l'« Église universelle ».    
Les cinq provinces répartissent 22 diocèses (5 archidiocèses métropolitains et 17 diocèses) qui rassemblent toutes les paroisses en Angleterre-et-Galles.  
En étroite communion avec le Saint-Siège, les évêques des diocèses en Angleterre-et-Galles, sont membres d'une instance de concertations, la Conférence des évêques catholiques d'Angleterre-et-Galles.
Depuis 1531, la confession anglicane est la religion d'État en Angleterre. La Déclaration d'indulgence de Jacques II de 1688 autorise toutes les autres confessions dont l'Église catholique. Depuis 1867, les catholiques ont accès aux hautes fonctions de l'État et depuis 2013 à la Couronne.
L'Église catholique est une communauté religieuse minoritaire en Angleterre-et-Galles.

## Histoire

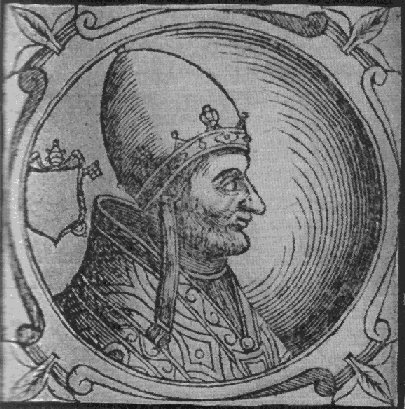
Adrien IV. Le seul pape anglais.

En 1530, le pape Clément VII, refuse d'annuler le mariage de Henri VIII avec Catherine d'Aragon, alors le roi se proclame l'année suivante, en 1531, « Chef Suprême de l'Église et du Clergé d'Angleterre ». En 1534, le roi Henri VIII fait voter l'« Acte de suprématie » qui oblige toute personne majeure à prêter serment en reconnaissant la suprématie du roi sur l'église en tant que « chef unique et suprême de l'Église d’Angleterre » sous peine de mort (refusant, Thomas More fut décapité). Le nouvel « serment de suprématie (en) » de 1559, donne le titre de gouverneur suprême et plus celui de chef suprême,. Les catholiques refusant de jurer le serment, ne peuvent accéder aux hautes fonctions de l'État. Il faut attendre 1829 pour que le serment soit remplacé pour les catholiques par un serment spécial, compatible avec leurs croyances. Il fut définitivement supprimé en 1867.
Aussitôt « The Act of Supremacy » voté, Henri VIII supprima les monastères dont les biens sont sécularisés.

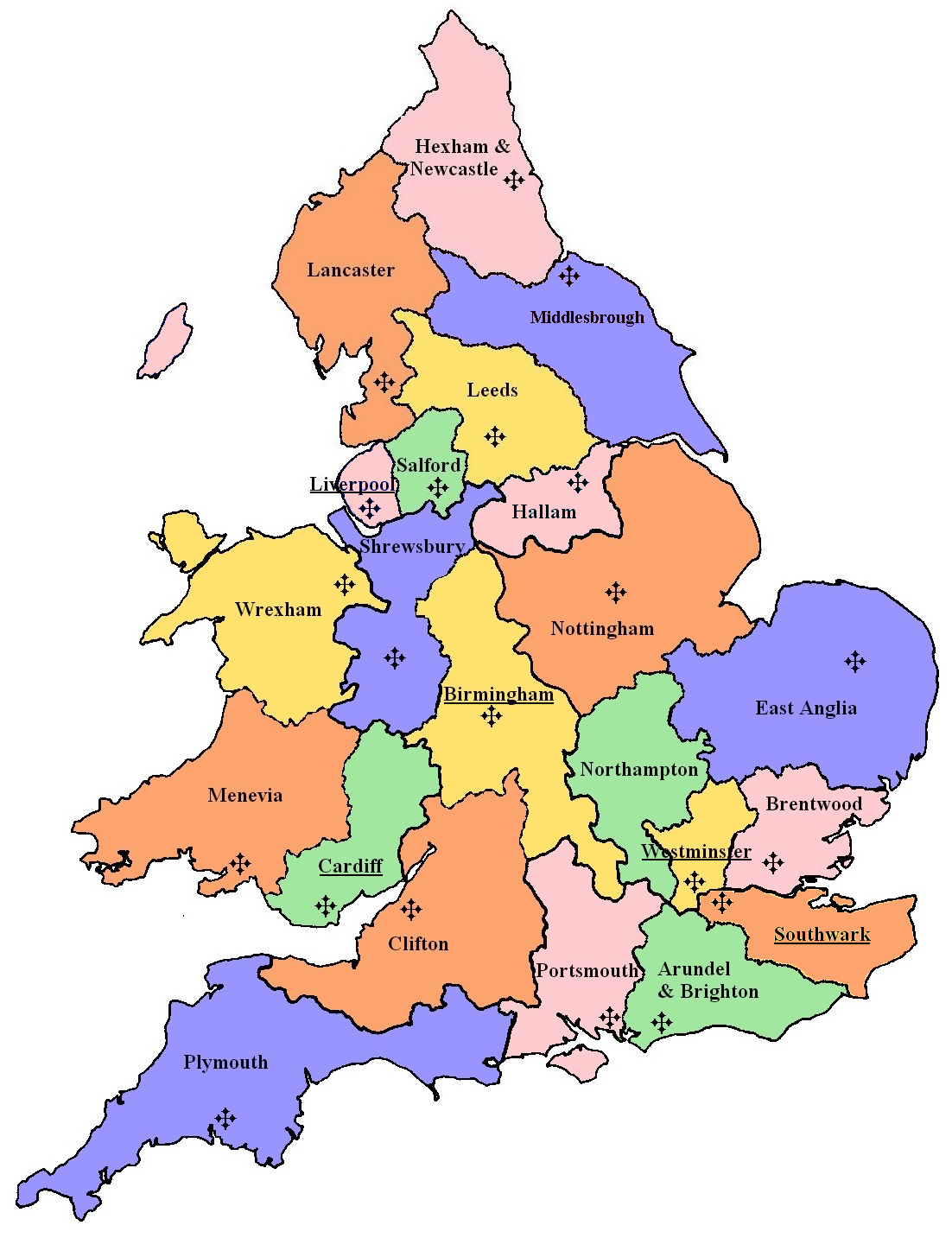
Diocèses en Angleterre-et-Galles.

En 1662, le parlement vote la « Loi sur l’uniformité » qui ordonne aux ministres du culte de suivre la liturgie anglicane sous peine d'être expulsés de leur cure, mais Charles II (roi d'Angleterre) publie une « Déclaration d’indulgence » qui exempte tous les catholiques et les protestants pour qu’ils puissent célébrer librement leur culte. 
En avril 1688, Jacques II (roi d'Angleterre) adopte à son tour une Déclaration d'indulgence garantissant la liberté de religion à tous les sujets, dont la liberté de culte aux catholiques et aux dissidents. 
En 1689, la Déclaration des droits (Bill of Rights)  stipule qu' « il est incompatible avec la sécurité de ce royaume protestant d'être gouverné par un prince papiste ou par un roi ou une reine marié à un papiste » et que toutes personnes « de l'Église de Rome, la religion papiste, ou mariés à une personne papiste, sont exclues et sont incapables d'hériter de la couronne et du gouvernement de ce royaume ». En 2013, la loi est assouplie : « Une personne n'est pas déchue de ses droits à succéder à la Couronne, parce qu'elle a épousé une personne appartenant à la religion catholique romaine ».

## Organisation

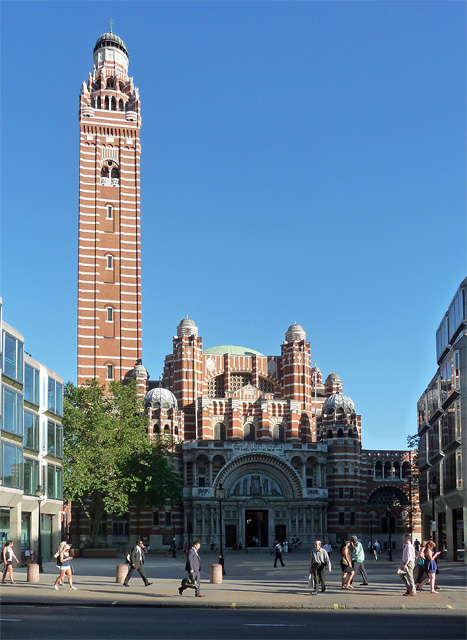
La cathédrale de Westminster, église-mère des catholiques en Angleterre.

L'Église en Angleterre-et-Galles est organisée en cinq provinces ecclésiastiques qui répartissent 22 diocèses (5 archidiocèses métropolitains et 17 diocèses) :       
Province ecclésiastique de Westminster :      
- Archidiocèse de Westminster
- Diocèse de Brentwood
- Diocèse d'Est Anglie
- Diocèse de Northampton
- Diocèse de Nottingham

Province ecclésiastique de Birmingham :
- Archidiocèse de Birmingham
- Diocèse de Clifton
- Diocèse de Shrewsbury

Province ecclésiastique de Cardiff : 
- Archidiocèse de Cardiff
- Diocèse de Menevia
- Diocèse de Wrexham

Province ecclésiastique de Liverpool :
- Archidiocèse de Liverpool
- Diocèse de Hallam
- Diocèse de Hexham et Newcastle
- Diocèse de Lancaster
- Diocèse de Leeds
- Diocèse de Middlesbrough
- Diocèse de Salford

Province ecclésiastique de Southwark :      
- Archidiocèse de Southwark
- Diocèse d'Arundel et Brighton
- Diocèse de Plymouth
- Diocèse de Portsmouth

## Statistiques
Dans une population de 56 millions d'habitants en Angleterre-et-Galles, l’Église catholique compte  4,1 millions de catholiques (7,4%). L’Angleterre a 59,4 % de chrétiens et le Pays de Galles en a 57,6 %.

## Articles liés
- Église catholique au Royaume-Uni
- Mission grégorienne
- Anticatholicisme au Royaume-Uni